# Umbria
«Умбрія» (італ. Umbria) — бронепалубний крейсер Королівських ВМС Італії кінця XIX століття типу «Реджіоні».

## Історія створення
Крейсер «Умбрія» був закладений 1 серпня 1888 року на верфі «Odero-Terni-Orlando», Ліворно. Через брак коштів будівництво «Умбрії» та однотипних кораблів серії затягнулось. Крейсер був спущений на воду 23 квітня 1891 року, вступив у стрій 16 лютого 1894 року.

## Історія служби
Після вступу у стрій у 1897 році «Умбрія» разом з крейсерами «Лігурія», «Догалі» та «Марко Поло» був включений до складу Дивізіону крейсерів італійського флоту.
У 1904-1906 роках крейсер здійснив похід до берегів Америки, зокрема, відвідав Бразилію, Чилі, США, Ямайку, Пуерто-Рико. У грудні 1905 року крейсер представляв Італію на виставці «Lewis and Clark Centennial Exposition» у Портленді.
У 1910 році було вирішено продати застарілий крейсер. Спочатку як імовірний покупець розглядався Еквадор, але зрештою у 1911 році корабель був проданий Гаїті та отримав назву «Ferrier». Але під час переходу через Атлантику крейсер затонув черен некомпетентність екіпажу.
У 1913 році корабель був піднятий та проданий на злам.